# Brownlowia argentata
Brownlowia argentata är en malvaväxtart som beskrevs av Wilhelm Sulpiz Kurz. Brownlowia argentata ingår i släktet Brownlowia och familjen malvaväxter. Inga underarter finns listade i Catalogue of Life.